# Nations Cup de 1992
Nations Cup de 1992 foi a sexta edição da competição, um evento anual de patinação artística no gelo organizado pela Deutsche Eislauf-Union. A competição foi disputada entre os dias 11 de novembro e 15 de novembro, na cidade de Gelsenkirchen, Alemanha.

## Eventos
- Individual masculino
- Individual feminino
- Duplas
- Dança no gelo

## Medalhistas
| Evento                        | Ouro                                         | Prata                                            | Bronze                                             |
| Individual masculino detalhes | Todd Eldredge · Estados Unidos               | Alexei Urmanov · Rússia                          | Viacheslav Zagorodniuk · Ucrânia                   |
| Individual feminino detalhes  | Surya Bonaly · França                        | Tanya Bingert · Canadá                           | Marina Kielmann · Alemanha                         |
| Duplas detalhes               | Mandy Wötzel · Ingo Steuer · Alemanha        | Kyoko Ina · Jason Dungjen · Estados Unidos       | Oksana Kazakova · Dmitri Sukhanov · Rússia         |
| Dança no gelo detalhes        | Anjelika Krylova · Vladimir Fedorov · Rússia | Stefania Calegari · Pasquale Camerlengo · Itália | Jennifer Goolsbee · Hendryk Schamberger · Alemanha |

## Resultados

### Individual masculino
| Pos.              | Nome                   | Nacionalidade  |
| ----------------- | ---------------------- | -------------- |
| Medalha de ouro   | Todd Eldredge          | Estados Unidos |
| Medalha de prata  | Alexei Urmanov         | Rússia         |
| Medalha de bronze | Viacheslav Zagorodniuk | Ucrânia        |
| 4                 |                        |                |
| 5                 |                        |                |
| 6                 |                        |                |
| 7                 | Sébastien Britten      | Canadá         |
| ...               |                        |                |

### Individual feminino
| Pos.              | Nome            | Nacionalidade |
| ----------------- | --------------- | ------------- |
| Medalha de ouro   | Surya Bonaly    | França        |
| Medalha de prata  | Tanya Bingert   | Canadá        |
| Medalha de bronze | Marina Kielmann | Alemanha      |
| ...               |                 |               |

### Duplas
| Pos.              | Nome                              | Nacionalidade  |
| ----------------- | --------------------------------- | -------------- |
| Medalha de ouro   | Mandy Wötzel / Ingo Steuer        | Alemanha       |
| Medalha de prata  | Kyoko Ina / Jason Dungjen         | Estados Unidos |
| Medalha de bronze | Oksana Kazakova / Dmitri Sukhanov | Rússia         |
| 4                 | Jodeyne Higgins / Sean Rice       | Canadá         |
| ...               |                                   |                |

### Dança no gelo
| Pos.              | Nome                                    | Nacionalidade |
| ----------------- | --------------------------------------- | ------------- |
| Medalha de ouro   | Anjelika Krylova / Vladimir Fedorov     | Rússia        |
| Medalha de prata  | Stefania Calegari / Pasquale Camerlengo | Itália        |
| Medalha de bronze | Jennifer Goolsbee / Hendryk Schamberger | Alemanha      |
| 4                 |                                         |               |
| 5                 | Jacqueline Petr / Mark Janoschak        | Canadá        |
| ...               |                                         |               |

## Quadro de medalhas
| Ordem | País           | Medalha de ouro | Medalha de prata | Medalha de bronze |    | Ordem por total |
| ----- | -------------- | --------------- | ---------------- | ----------------- | -- | --------------- |
| 1     | Rússia         | 1               | 1                | 1                 | 3  | 1               |
| 2     | Estados Unidos | 1               | 1                |                   | 2  | 3               |
| 3     | Rússia         | 1               |                  | 2                 | 3  | 1               |
| 4     | França         | 1               |                  |                   | 1  | 4               |
| 5     | Canadá         |                 | 1                |                   | 1  | 4               |
| 5     | Itália         |                 | 1                |                   | 1  | 4               |
| 7     | Ucrânia        |                 |                  | 1                 | 1  | 4               |
| TOTAL | TOTAL          | 4               | 4                | 4                 | 12 | —               |